# Reichsnährstand
De Reichsnährstand was een organisatie in het Derde Rijk, onderdeel van de NSDAP doch gedeeltelijk ondergeschikt aan het Ministerie van Landbouw en Veeteelt. Het hoofd was één van de aanvankelijk 18 Reichsleiter (Reichsbauernführer). De Reichsnährstand had als taak het vaststellen van de prijzen van landbouwproducten, vlees en zuivel, het leveren en keuren van deze goederen en het opleiden en indoctrineren van de Duitse boeren.

## Oprichting
Toen de NSDAP aan de macht kwam, werden alle personen die betrokken waren bij de productie en verkoop van landbouwproducten verenigd in de Reichsnährstand onder leiding van de “Reichsbauernführer” en SS-officier Walther Darré, die ook aan het hoofd stond van het Rijksministerie van Landbouw en Veeteelt. Ook landbouw- en andere verenigingen werden onder Darré geplaatst.
De Reichsnährstand ontstond acht weken nadat Darré en zijn staatssecretaris Herbert Backe in september 1933 aantraden. De veelal antikatholieke nationaalsocialisten moesten nu nog Zuid-Duitse en overige katholieke gebieden voor zich winnen om hun heerschappij een stabiele basis te geven en hun bloed- en bodemprogramma ten uitvoer te leggen. Hierin slaagden zij binnen enkele jaren.

## Organisatie
De Reichsnährstand was centraal opgedeeld in drie zogenoemde Hoofdafdelingen:
1. Hoofdafdeling I was verantwoordelijk voor ideologische opleidingen van boeren.
2. Hoofdafdeling II controleerde de productie.
3. Hoofdafdeling III hield zich bezig met economische en logistieke zaken.

## Beleid en gevolgen
De Reichsnährstand had juridisch gezag over iedereen die betrokken was bij de landbouwproductie en -distributie en probeerde zich te bemoeien met de markt voor landbouwproducten, met behulp van een complex systeem van orders, prijscontroles, verboden en regionale verenigingen. Boeren waren gebonden aan hun land, aangezien de meeste landbouwgrond niet verkocht kon worden. De wet werd uitgevaardigd om de kleinere erfelijke landgoederen van Duitsland, die niet groter waren dan 308 hectare, te beschermen en te behouden.
Naarmate de macht van de nationaalsocialistische commando-economie toenam, namen de voedselproductie en de levensstandaard op het platteland af. In de herfst van 1936 begon Duitsland te kampen met kritieke tekorten aan voedsel en consumptiegoederen, ondanks de besteding van miljarden Reichsmark aan prijssubsidies aan boeren. Duitsers werden zelfs onderworpen aan rantsoenering van veel belangrijke consumptiegoederen, waaronder “groenten, boter en andere verbruiksartikelen.” Naast voedseltekorten begon Duitsland te kampen met een verlies aan landarbeiders, terwijl tussen 1933 en 1939 maar liefst 440.000 boeren de landbouw verlaten opgegeven, terwijl het één van de hoofddoelstellingen van de Reichsbauernführer was om verdere leegloop van het platteland te verhinderen.
De conclusie van de Reichsnährstand dat Duitsland nog eens 7 tot 8 miljoen hectare landbouwgrond nodig had, en dat consolidatie van bestaande boerderijen veel bestaande boeren zou verdringen die nieuw land moesten bewerken, beïnvloedde mogelijk Hitlers besluit om de Sovjet-Unie binnen te vallen.

## Weblinks
- Gesetz über den vorläufigen Aufbau des Reichsnährstandes und Maßnahmen zur Markt- und Preisregelung für landwirtschaftliche Erzeugnisse, de wet die de oprichting van de organisatie beval.
- https://www.dhm.de/lemo/kapitel/ns-regime/ns-organisationen/reichsnaehrstand/
- http://www.gelderblom-hameln.de/nszeithameln/reichserntedankfestehameln.php?name=nszeit
- https://web.archive.org/web/20160926213020/https://www.kommunistische-debatte.de/faschismus/nationalsozialismus2000_6.html
- https://www.hans-dieter-arntz.de/ns-reichsnaehrstand_beurteilt_juden.html
- https://www.spurensuche-harzregion.de/?publikationen/87